# 業物語
《業物語》（日语：／ Wazamonogatari），是日本小說家西尾維新的刊載《物語系列》的輕小說，由台灣插畫家VOFAN繪製插圖。

## 概要
本作為物語系列第外季第二彈。
封面為人類幼年時期的忍野忍（還未成為吸血鬼的刃下心）。
一共收錄四個章節。
1. 殘酷童話 國色天香姬，
2. 第零話 雅賽蘿拉·饗宴，
3. 第零話 火憐·逢我，
4. 第零話 翼·陳眠，

## 書籍訊息
| 標題   | 發售日 (日)   | ISBN (日)              | 發售日 (台)    | ISBN (台)              |
| ------ | ------------- | ---------------------- | -------------- | ---------------------- |
| 業物語 | 2016年1月13日 | ISBN 978-4-06-283892-4 | 2018年10月18日 | ISBN 978-9-57-108294-3 |

## 外部連結
- 講談社BOX：《業物語》官方專頁 （页面存档备份，存于）
- 《業物語》刊載紀念 （页面存档备份，存于）